# Bishop’s Nympton
Bishop’s Nympton – wieś w Anglii, w hrabstwie Devon, w dystrykcie North Devon.